# Skara Brae

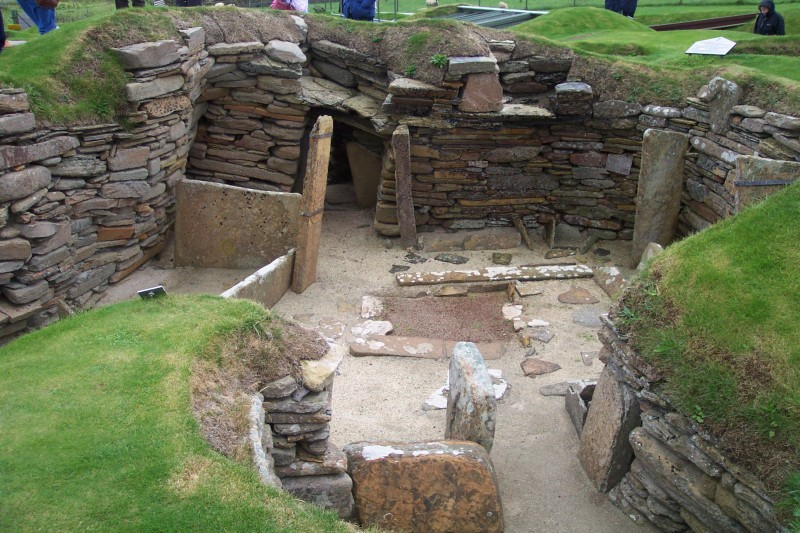
Ausgrabungen in Skara Brae

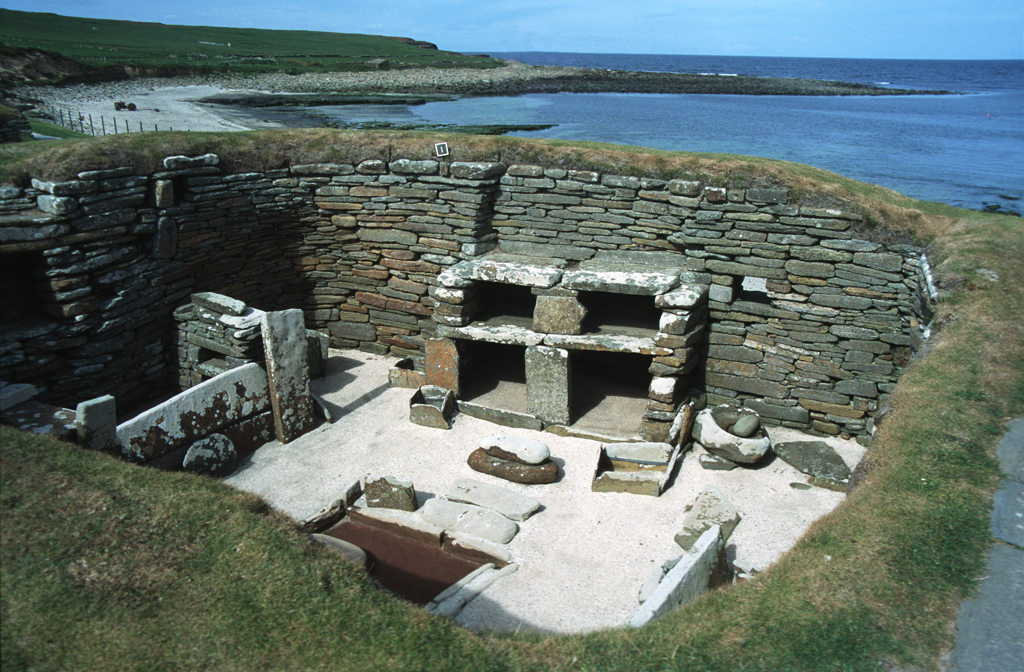
Skara Brae

Skara Brae ist eine jungsteinzeitliche Siedlung auf Orkney. Sie liegt unmittelbar an der Westküste der Hauptinsel Mainland in Schottland auf den Links of Skail. Sie wird in die Zeit zwischen 3100 und 2500 v. Chr. datiert und enthielt Keramik der Grooved Ware. Die Nutzung von Skara Brae endet mit der Glockenbecherkultur.

## Entdeckung und Ausgrabungen
Nach einem gewaltigen Sturm in Schottland, der im Jahre 1850 über 200 Todesopfer gefordert hatte, wurden unter einer Düne einige Gebäude entdeckt. Zunächst begann der lokale Landeigentümer Graham Watt, der 7. Laird of Skaill, mit Untersuchungen an vier Häusern, die 1868 eingestellt wurden. Die Ergebnisse der Grabung wurden von George Petrie vorgelegt. Grabungen durch den Antiquar James Farrer blieben weitgehend undokumentiert. Weitere Maßnahmen erfolgten seit 1924, als die Fundstelle erneut durch Sturmfluten bedroht war. Zwischen 1928 und 1930 fanden unter Leitung von Gordon Childe von der Universität Edinburgh Ausgrabungen statt. Die Siedlung wurde zunächst den Pikten zugeschrieben und in die späte Bronzezeit datiert. Eine Altersbestimmung mit der Radiokarbonmethode wurde Anfang der 1970er Jahre durchgeführt.

## Bedeutung
Skara Brae gilt als die am besten erhaltene Siedlung der Jungsteinzeit in Europa.  Skara Brae wird daher auch das „Pompeji Schottlands“ genannt. Im Jahre 1999 wurde Skara Brae als Teil des Herzens des neolithischen Orkney von der UNESCO zum Weltkulturerbe erklärt. 2019 wurde Skara Brae von rund 115.000 Personen besucht. 2024 betrug die Besucherzahl etwa 106.000 Personen.

## Häuser
Die rechteckigen Häuser sind aus Stein erbaut, da Holz (das normale Baumaterial der Jungsteinzeit) auf den Orkneyinseln selten war. Die Form der neun Häuser ist auch von dem gleich alten Fundort Rinyo und dem früheren Barnhouse bekannt.

## Wirtschaft
Um Skara Brae wurden Rinder, Schafe oder Ziegen und Schweine gehalten sowie Gerste angebaut und wohl, wie im zeitgleichen Rinyo auf Rousay, auch Brot gebacken. Die Arl (ein einfacher Pflug) war bereits bekannt. Daneben lebten die Bewohner von Wild (Rehe wurden offenbar vom Festland auf die Inseln gebracht), Küstenfischfang (Dorsche), von Austern, Hummer, Muscheln und Seevögeln bzw. deren Eiern und den Sekundärprodukten der Viehhaltung (Käse, Milch). In Skara Brae wurde eine Werkstatt gefunden, in der lokale Steine verarbeitet wurden, beispielsweise zu Carved Stone Balls, von denen dort fünf Exemplare gefunden wurden. Funde von Hämatit, der von Hoy stammt, zeigen, dass es einen Austausch unter den Inseln des Archipels gab.

## Andere Funde
Der Botaniker Joseph Banks grub 1772 an den Links of Skail Gräber aus.
In den 1860er Jahren wurde von William G. Watt im Aushub des Steinalkovens im Haus 3 des neolithischen Dorfes der Skara Brae Buddo entdeckt.

## Rezeption
- In einigen Episoden des Rollenspiel-Epos Ultima ist Skara Brae eine eigenständige Insel westlich des Hauptlandes „Britannia“
- In dem Computer-Rollenspiel The Bard’s Tale bildet das in ein hypothetisches Mittelalter versetzte Skara Brae den Haupthandlungsort
- Der Name bezieht sich ebenfalls auf eine ehemalige traditionelle Irische Folklore-Band der 1970er Jahre, welche zwischen 1970  und 1971 aktiv war und ein einziges Album mit Songs in irischer Sprache herausbrachte
- Im Film Indiana Jones und das Königreich des Kristallschädels unterrichtet Professor Indiana Jones eine Archäologie-Klasse über Skara Brae

### Steinkugeln
- Dorothy N. Marshall: Further notes on carved stone balls. In: Proceedings of the Society of Antiquaries of Scotland. Bd. 113, 1983, ISSN 0081-1564, S. 628–630
- Dorothy N. Marshall: Carved stone balls. In: Proceedings of the Society of Antiquaries of Scotland. Bd. 108, 1976/1977, S. 40–72
- Ludovic MacLellan Mann: The Carved Stone Balls of Scotland: A New Theory as to their Use. In: Proceedings of the Society of Antiquaries of Scotland. Bd. 48, 1913/1914, S. 407–420

## Einzelbelege
1. ↑  Bill Bryson: At home. A short history of private life. Doubleday, London u. a. 2010, ISBN 978-0-385-60827-5.
2. ↑  Virginia Zimmerman: Storm and Stone: Accidental Archaeology at Skara Brae in Orkney. In: Victorian Review. Bd. 40, Nr. 2, 2014, 39–43, JSTOR:24877712.
3. ↑  George Petrie: Notice of Ruins of Ancient Dwellings at Skara, Bay of Skaill, in the Parish of Sandwick, Orkney, Recently Excavated. In: Proceedings of the Society of Antiquaries of Scotland. Bd. 7, 1867, S. 201–219.
4. ↑  Reginald A. Smith: The Skara Brae Village in Orkney. In: The British Museum Quarterly. Bd. 7, Nr. 4, 1933, 127–128, JSTOR:4421489.
5. ↑  Skara Brae. The Discovery of the Village.
6. ↑  Jacquetta Hawkes: The Shell Guide to British Archaeology. Michael Joseph, London 1986, ISBN 0-7181-2448-0, S. 2.
7. ↑  Besucherzahlen laut Association of Leading Visitor Attractions (ALVA) 2019 Visitor Figures. Abgerufen am 24. August 2023 (Die Zahlen von 2020 und 2021 sind bedingt durch die COVID-19-Pandemie nicht repräsentativ).
8. ↑  Statistik der Association of Leading Visitor Attractions (ALVA) 2024 Visitor Figures. Abgerufen am 23. März 2025.
9. ↑  Averil M. Lysaght: Joseph Banks at Skara Brae and Stennis, Orkney, 1772. In: Notes and Records of the Royal Society of London. Bd. 28, Nr. 2, 1974, S. 221–234, JSTOR:531332.

Koordinaten: 59° 2′ 55″ N, 3° 20′ 35″ W